# Kevin José Salazar Arellana

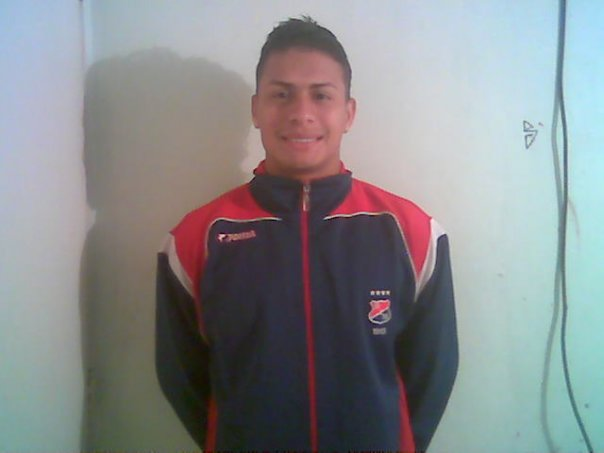
Kevin Salazar en el Medellín

Kevin José Salazar Arellana (Barranquilla, Colombia; 8 de mayo de 1988) es un futbolista colombiano. Juega de delantero y su equipo actual es el Uniatonoma F.C de la Categoría Primera B

## Trayectoria
Inició su Carrera Deportiva en las Divisiones Menores de la Universidad Autónoma del Caribe con el equipo de la Primera C en el año 2010, pasó fugazmente por las divisiones menores del Independiente Medellín, Luego debutó como profesional en la Uniatonoma F.C en 2011, su principal característica es la velocidad, buena visión periférica, Habilidad para patear con ambas piernas, Buen Dribling, Pase Gol, Buena Llegada a Gol y buen manejo de balón.

## Clubes
| Club                      | País     | Año  | Part. | Goles |
| ------------------------- | -------- | ---- | ----- | ----- |
| Uniautonoma F.C Primera C | Colombia | 2010 | 42    | 16    |
| Uniautonoma F.C           | Colombia | 2011 | 25    | 3     |